# Disphragis disciplaga
Disphragis disciplaga är en fjärilsart som beskrevs av Max Wilhelm Karl Draudt 1932. Disphragis disciplaga ingår i släktet Disphragis och familjen tandspinnare. Inga underarter finns listade i Catalogue of Life.